# 蒋欣泉
蒋欣泉，口腔学专家，中国教育部长江学者特聘教授，上海交通大学教授、博士生导师，现任上海交通大学口腔医学院执行院长、口腔医学系主任，主要从事口腔修复学研究。